# Jacques-Rémy Girerd
Jacques-Rémy Girerd (Mars (Loira), 1952) és realitzador de pel·lícules d'animació i fundador de l'estudi Folimage a Valença. Estudià Belles Arts a Lió i es bolcà a l'animació realitzant petites pel·lícules amb plastilina ("4000 Images fœtales" (1978) i "D'une gompa l'autre"(1979)). El 1984 inaugura l'estudio Folimage, que té l'objectiu de crear pel·lícules originals d'animació de qualitat. En 2001, Jacques-Rémy Girerd realitza "La Prophétie des grenouilles", el seu primer llargmetratge. També va realitzar "Mia et le Migou", que es va estrenar al cinema a finals del 2008.